# Bracon sambasensis
Bracon sambasensis är en stekelart som beskrevs av Cameron 1910. Bracon sambasensis ingår i släktet Bracon och familjen bracksteklar. Inga underarter finns listade.